# Sakartvelos Mcvaneta Partia
Sakartvelos mcvaneta partia (gruzínsky მწვანეთა პარტია, česky Gruzínská strana zelených) je politická strana v Gruzii. Jejím předsedou je. Giorgi Gačečiladze. Sídlo má v hlavním městě Tbilisi.
Vznikla v roce 1990, v roce 1992 získala ve volbách 11 parlamentních křesel. O tři roky později se stala součástí vládní koalice. Později už svůj úspěch nezopakovala. V roce 1999 obdržela pouze 0,5 % hlasů.